# Ракитник пурпурный
Ракитник пурпурный (лат. Chamaecytisus purpureus) — вид растений рода Ракитник (Cytisus) семейства бобовых (Fabaceae). Распространён в Европе.

## Ботаническое описание
Невысокий, малоразветвлённый кустарник, высотой до 60-80, редко до 100 см. Кора его стержневидных, угловатых ветвей зелёная и лишь в начале слегка волосистая, обычно голая.
Листья очерёдные разделены на черешки и лопасти. Черешок листа длиной 1-2 см. Беспарноперистая листовая пластинка имеет всего три листочка. Полностью голые или, реже, несколько волосистые листочки более или менее одинаковой длины, обратнояйцевидные с шиповидно заострённым верхним концом.
Период цветения в Северном полушарии — с апреля по июнь. Цветков от одного до трёх, на коротких побегах, на прошлогодних ветвях собраны вместе.
Гермафродитный цветок длиной около 25 мм, зигоморфный, пятилепестковый с двойным околоцветником. Чашечка длиной около 10 мм, трубчатая, коричнево-красная с верхней стороны, с рассеянными торчащими волосками. Кончики верхней губы чашечки треугольные. Карминно-красный венчик мотылькового типа. На лепестках часто имеются короткие мохнатые реснички.
Бобы голые длиной 25 мм и шириной 4-5 мм, узколинейные с заострённым верхним концом. Семена блестящие, от жёлто-коричневого до чёрного цвета.
Число хромосом 2n = 48 +2B.

## Распространение

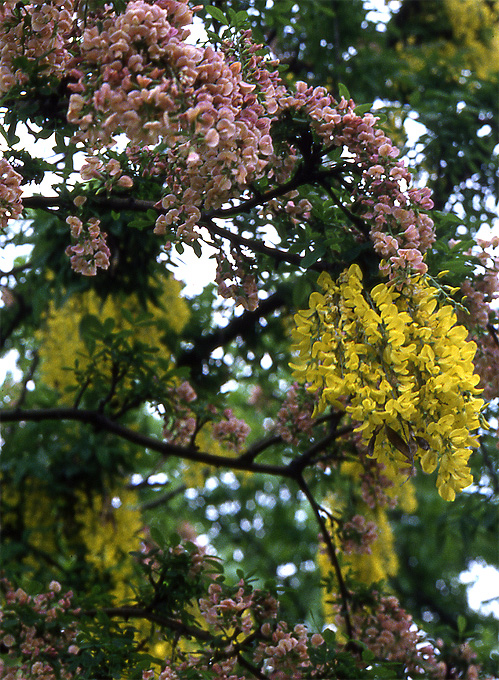
+Laburnocytisus adamii

Встречается в Австрии, Италии, бывшей Югославии и Албании. Нетребователен к почве. Произрастает на скалистых склонах, особенно на известняковых, но также и на порфировых. Растёт на высоте около 1500 метров над уровнем моря.

## Систематика
Впервые вид был научно описан в 1772 году под названием (базионим) Cytisus purpureus Джованни Антонио Скополи в издании Flora Carniolica. Новое научное название — Chamaecytisus purpureus (Scop.) Link было опубликовано в 1831 году Генрихом Фридрихом Линком в Handbuch zur Erkennung der nutzbarsten und am häufigsten vorkommenden Gewächse.
Laburnum anagyroides является близкородственным видом. Путём скрещивания лабурнума и ракитника пурпурного, Жан-Луи Адам в 1825 году получил привитый гибрид ''+Laburnocytisus adamii'' (Poit.) C.K.Schneid.